# ファウン・ホール

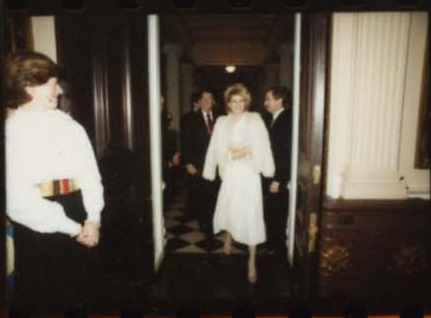
ファウン・ホール

ファーン・ホール（Fawn Hall、1959年9月15日 - ）はイラン・コントラ事件に関わった著名人である。
彼女は1983年2月より解雇された1986年11月まで、オリバー・ノース中佐の秘書を勤めていた。
彼女は、1986年11月25日、自分の上司の部屋から秘密書類をこっそり持ち去ったとされる。